# الأحكام السلطانية
الأحكام السلطانية وفي الحقبة المعاصرة تعرف بمصطلح الفقه السياسي وهو معرفة كل من الإمامة والإمارة والقضاء والحسبة وغير ذلك، ويحتاج إليها في تقليدات الملوك والأمراء والقضاة والمحتسبين ومن يجري مجراهم. ولأبي الحسن علي الماوردي كتاب بعنوان الأحكام السلطانية.